# 3456 Етьєннмері
3456 Етьєннмері (3456 Etiennemarey) — астероїд головного поясу, відкритий 5 вересня 1985 року.
Тіссеранів параметр щодо Юпітера — 3,693.